# Дударєв Дмитро Олександрович
Дмитро́ Олекса́ндрович Ду́дарєв (21 жовтня (2 листопада) 1890, Катеринослав — 6 серпня 1960, Львів) — український актор. Народний артист Української РСР (1947).

## Життєпис
Сценічну діяльність розпочав 1910 року.
1914—1919 — працював у пересувних українських театрах.
1920—1923 — був комісаром, режисером і актором театру Кременчуцької губполітосвіти.
1927—1960 — працював в Українському драматичному театрі імені Марії Заньковецької, який з 1944 року діяв у Львові.

## Ролі
- Микола Задорожний («Украдене щастя» І. Франка)
- Боруля («Мартин Боруля» І. Карпенка-Карого)
- Стадник («На велику землю» А. Хижняка)
- Помикевич («Човен хитається» Я. Галана)
- Безсеменов («Міщани» М. Горького)
- Галушка («В степах України» О. Корнійчука)
- Карпо («Лимерівна» Панаса Мирного)
- Шпак («Шельменко-денщик» Г. Квітки-Основ'яненка)
- Шмага («Без вини винні» О. Островського)
- Чебутикін («Три сестри» А. Чехова)

## Визнання
- 1940 — заслужений артист Української РСР[2].
- 1947 — народний артист УРСР.
- 1950 — лауреат Сталінської премії.
- Мав державні нагороди СРСР.